# Hostage (álbum)
Hostage é o sexto álbum de estúdio da banda Rez Band, lançado no final de 1984.
Ao lançar Hostage no final de 1984, Rez Band surpreendeu os ouvintes desprevenidos, pois este álbum refletia o crescente interesse da banda na música New Wave, influência esta bem vista no primeiro single do álbum, "SOS", no qual quase não havia a presença da guitarra. "SOS" chegou ao topo das paradas de rock cristão e lá ficou por várias semanas, fazendo assim, com que a banda logo atraisse uma nova audiência. No entanto, a iniciativa causou polêmica e a reação da crítica acabou sendo muito dividida. Porém, Rez Band não tinha abandonado completamente o seu som hard rock. O próximo single, "Crimes" - cantado pela co-vocalista Wendi Kaiser - é um hit bem no estilo mais tradicional da banda, retratando sobre o índice de violência no interior das cidades, um tema que os  membros da Rez Band e a Jesus People USA conheciam de primeira mão. "Crimes", foi ainda mais  popular na rádio cristã, recebendo também destaque em algumas rádios de rock secular, além de ser um dos primeiros videoclipes da indústria da música cristã contemporânea a ser transmitido pela MTV.

## Faixas
Todas as faixas por Jim Denton, exceto onde anotado
1. "S.O.S." – 4:03
2. "Attention" (Glenn Kaiser, Jon Trott, Roy Montroy, Stu Heiss) – 3:45
3. "Souls for Hire" (Kaiser) – 3:30
4. "Defective Youth" (Denton, John Herrin, Trott, Heiss) – 2:57
5. "Who's Real Anymore" – 4:06
6. "Armageddon Appetite" – 1:26
7. "Beyond the Gun" (Kaiser, Denton) – 4:20
8. "Crimes" (Kaiser, Denton, Herrin, Montroy, Heiss) – 3:38
9. "It's You" (Trott) – 2:02
10. "Tears in the Rain" (Denton, Herrin, Trott, Heiss) – 6:00
11. "Walk Away" (Kaiser, Denton) – 4:50

## Créditos
- Glenn Kaiser - Vocal, vocal de apoio, guitarra
- Wendi Kaiser - Vocal, vocal de apoio
- Stu Heiss - Guitarra, teclados
- Jim Denton - Baixo, guitarra, teclados
- John Herrin - Bateria
- Steve Eisen - Saxofone